# Geography Club (phim)
Geography Club là một bộ phim hài kịch năm 2013 của Mỹ do Gary Entin đạo diễn từ một kịch bản của Edmund Entin, dựa trên cuốn tiểu thuyết cùng tên năm 2003 của Brent Hartinger. Phim có sự tham gia của Cameron Deane Stewart, Justin Deeley, Meaghan Martin, Allie Gonino, Nikki Blonsky, Andrew Caldwell, Marin Hinkle, Ana Gasteyer, và Scott Bakula.

## Nội dung
Russell 16 tuổi vẫn đang hẹn hò với các cô gái trong khi có mối quan hệ bí mật với tiền vệ bóng đá Kevin, người sẽ làm bất cứ điều gì để ngăn các đồng đội bóng đá của mình phát hiện ra. Min và Therese nói với mọi người rằng họ chỉ là những người bạn tốt. Và sau đó là Ike, người không thể tìm ra anh ta là ai hoặc anh ta muốn trở thành ai. Tìm thấy sự thật quá khó để che giấu, tất cả họ quyết định thành lập Geography Club (Câu lạc bộ Địa lý), nghĩ rằng không ai khác trong tâm trí của họ sẽ muốn tham gia. Tuy nhiên, bí mật của họ có thể sớm được khám phá và họ có thể phải đối mặt với sự lựa chọn tiết lộ họ thực sự là ai.

## Diễn viên
- Cameron Deane Stewart vai Russell Middlebrook
- Justin Deeley vai Kevin Land
- Andrew Caldwell vai Gunnar
- Meaghan Martin vai Trish
- Allie Gonino vai Kimberly
- Ally Maki vai Min
- Nikki Blonsky vai Therese
- Alex Newell vai Ike
- Teo Olivares vai Brian Bund
- Dexter Darden vai Jared Sharp
- Grant Harvey vai Nolan Lockwood
- Marin Hinkle vai Barbara Land
- Ana Gasteyer vai Mrs. Toles
- Scott Bakula vai Carl Land
- Wesley Eure vai Mr. Kaplan
- Mike Muscat vai một người đàn ông vô gia cư loạn trí

## Phát hành
Geography Club được công chiếu tại Liên hoan phim Newport Beach vào ngày 27 tháng 4 năm 2013. Bộ phim đã nhận được một bản phát hành sân khấu hạn chế của Breaking Glass Pictures vào ngày 15 tháng 11 năm 2013 và cũng được phát hành kỹ thuật số trên iTunes, Amazon Video và VOD cùng ngày.

## Tiếp nhận
Nhà tổng hợp đánh giá phim Rotten Tomatoes báo cáo rằng 64% các nhà phê bình đã cho bộ phim đánh giá tích cực dựa trên 11 đánh giá, với điểm trung bình là 5,25/10. Trên Metacritic, chỉ định xếp hạng bình thường trong số 100 dựa trên đánh giá từ các nhà phê bình, bộ phim có số điểm 57 dựa trên 5 đánh giá, cho biết "đánh giá hỗn hợp hoặc trung bình".
Viết cho tờ The Huffington Post, John Lopez mô tả bộ phim là giải trí và ca ngợi các chủ đề là "phổ quát và dễ hiểu", cũng như cố gắng định nghĩa một "bình thường mới" trong đó đồng tính luyến ái được chấp nhận như một điều hàng ngày.
Entertainment Tonight ca ngợi Geography Club nói: "Mỗi năm đều thấy việc phát hành một bộ phim rất quan trọng về mặt văn hóa nên cần phải xem. Năm nay, bộ phim đó là Geography Club. "Hội đồng phân loại và đánh giá phim và truyền hình (MTRCB) của chính phủ Philippines đã xếp hạng phim PG và đánh giá cao bộ phim là" bộ phim ngọt ngào và nhạy cảm sắp ra mắt, dựa trên tiểu thuyết đầu tiên của loạt phim người lớn trẻ tuổi/chơi cùng tên."

## Giải thưởng
Sau đây là danh sách các giải thưởng mà Geography Club hoặc dàn diễn viên đã giành được hoặc được đề cử.
Doạt giải
- L.A. Outfest
  - Audience Award – Best Feature Film

Đề cử
- L.A. Outfest
  - Best Performance by an Actress in a Leading Role – Meaghan Martin
- Glaad
  - Outstanding Film – Limited Release

## Phương tiện truyền thông gia đình
Breaking Glass Pictures đã phát hành Geography Club trên DVD vào ngày 25 tháng 3 năm 2014.

## Phim truyền hình
Một loạt phim truyền hình sau các sự kiện của bộ phim Geography Club được sản xuất bởi JA&M Productions với bộ phim được thiết lập cho mùa thu 2017.